# Керимли, Али Амиргусейн оглы
Али Амиргусейн оглы Керимли (азерб. Əli Əmirhüseyn oğlu Kərimov, 28 апреля 1965, с. Азадкенд, Саатлы, Азербайджанская ССР, СССР) — азербайджанский государственный и политический деятель, государственный секретарь Азербайджана (1993), с 2000 года — председатель партии Народный фронт Азербайджана.

## Биография
Али Амиргусейн оглы Керимли, родился 28 апреля 1965 года в селе Азадкенд Саатлинского района Азербайджана. 
В 1983-85 годах служил в рядах Советской армии.
В 1986 году он поступил в Азербайджанский государственный университет. В начале января 1990 года, А.Керимли, прервав учебу, во главе отряда из 90 человек отправляется в Лачынский район Азербайджана — в зону боевых действий.
Здесь его отряд держал оборону в районе деревень Джиджимли и Газыдереси.
В 1991 году Али Керимли с красным дипломом завершил учебу в АГУ.
В феврале 1992 года Али Керимли избирают заместителем председателя Верховного меджлиса Народного фронта Азербайджана.
После прихода к власти правительства Народного фронта — в мае 1992 года — Али Керимли назначают руководителем отдела органов территориального управления аппарата президента.
В апреле 1993 года Али Керимли становится государственным секретарем.
В январе 1994 года Али Керимли становится зампредом Партии Народного фронта по политическим вопросам, а в мае 1995-го — первым заместителем председателя.
До возвращения председателя партии Абульфаза Эльчибея в столицу Азербайджана (октябрь 1997 года) Али Керимли исполнял обязанности председателя партии.
После кончины Абульфаза Эльчибея в августе 2000 года, Али Керимли был избран председателем ПНФА.

## Личная жизнь
Женат, имеет двух сыновей и дочь.